# Пятая Французская республика
Пятая республика (фр. la Cinquième République) — период истории Франции с 4 октября 1958 года по настоящее время; определяется принятой в 1958 году новой Конституцией Франции.
По сравнению с Четвёртой республикой (1946—1958) в ней были значительно усилены полномочия президента республики, который получил право роспуска парламента и избирался всенародно (в 1962—2000 годах — на семь лет, с 2000 года на пять лет). Если в первом туре ни один из кандидатов не набирает более половины голосов, то назначается второй тур голосования (на практике так происходило всегда).
По словам Доминика де Вильпена, сущность действующих французских государственных институтов заключается в том, что «… президент — руководит, правительство — управляет, парламент — законодательствует …».

## История Пятой республики

### Зарождение
Отправной точкой учреждения Пятой республики стал алжирский кризис, с которым республика на протяжении четырёх лет не могла справиться. События 13 мая 1958 года, когда верхушка французской армии, подавляющая алжирское национальное восстание, вышла из повиновения гражданским властям и, более того, начала открыто диктовать им свои условия (coup d'État du 13 mai 1958), привели к возникновению нового политического режима во Франции.
На этот вызов Франции и Республике, когда армия посягнула на священный французский принцип беспрекословного подчинения армии государству — законная власть не смогла дать решительный ответ, и саморазрушающейся постоянными правительственными кризисами Четвёртой республике был нанесён последний удар, заставивший произвести радикальную перестройку организации и функционирования органов государственной власти в целом. Основанная конституцией 1946 года, Четвёртая республика практически сохранила в неприкосновенности дискредитированную за годы Третьей республики систему «парламентского абсолютизма»: бессильный глава государства, всесильный парламент и целиком зависящее от его воли правительство.
При этом Четвёртая республика стала «достойной наследницей» своей предшественницы: за 12 отведённых ей историей лет сменилось 22 состава Совета министров, находившихся у власти в среднем 6 месяцев, и 12 премьер-министров, — государственная власть работала в режиме «от кризиса к кризису».
Весной 1958 года, на пороге гражданской войны из-за военных действий французской армии в Алжире (с 1954 года), когда военное руководство в Алжире, опасаясь, что центральное правительство откажется от «французского Алжира» и передаст власть повстанцам, разработало и уже готовилось осуществить военный переворот в Париже, компромиссной фигурой оказался де Голль, руководитель французского Сопротивления в годы Второй мировой войны и бывший глава Временного правительства.
Генерал де Голль поставил три условия, на которых согласился бы взять бразды правления:
1. предоставление правительству неограниченных полномочий в урегулировании алжирского кризиса;
2. управление страной в течение шести месяцев декретами правительства и, соответственно, роспуск парламента на каникулы на этот же срок;
3. делегирование правительству учредительной власти с тем, чтобы оно в срочном порядке разработало новую Конституцию.

Все эти условия были выполнены. Генерал де Голль, в полном соответствии с конституцией 1946 года, получил власть из рук Национального собрания.

### Развитие
Инициатором конституционной реформы был пришедший в мае 1958 года на волне алжирского кризиса к власти Шарль де Голль, который 21 декабря 1958 года был избран первым президентом Пятой республики. 
Семилетний президентский срок де Голля истекал в конце 1965 года. Согласно Конституции должны были состояться новые выборы на расширенной коллегии выборщиков. Но президент, собиравшийся баллотироваться на второй срок, настаивал на всенародном избрании главы государства, и соответствующие поправки были приняты на референдуме 28 октября 1962 года, ради которого де Голлю пришлось воспользоваться своими полномочиями и распустить Национальную ассамблею. Выборы 1965 года стали вторыми прямыми выборами французского президента: первые произошли более века назад, в 1848 году, и на них победил Луи Наполеон Бонапарт, будущий Наполеон III. Победы в первом туре (5 декабря 1965 года), на которую так рассчитывал генерал, не было. Второе место занял, получив 31 %, представлявший широкий блок оппозиции социалист Франсуа Миттеран, который выступал с последовательной критикой Пятой Республики как «постоянного государственного переворота». Хотя во втором туре 19 декабря 1965 года де Голль и взял верх над Миттераном (54 % против 45 %), эти выборы были первым тревожным сигналом.
28 апреля 1969 года де Голль ушёл в отставку (после Майских событий 1968). Президентом республики был избран его близкий сподвижник Жорж Помпиду, скончавшийся 2 апреля 1974 года. После смерти Помпиду на выборах победил центрист Валери Жискар д’Эстен, пробывший у власти один полный срок (до 1981 года), когда уступил социалисту Франсуа Миттерану. Миттеран (переизбранный в 1988 год на второй срок) находился у власти 14 лет, дольше, чем какой-либо другой президент Франции; в 1986—1988 и 1993—1995 годах при нём действовали правые кабинеты министров (политика «сожительства»). В 1995 году (когда Миттеран уже не баллотировался в президенты) социалисты потерпели поражение, и к власти пришёл мэр Парижа, премьер в 1974—1977 и 1986—1988 годах, голлист Жак Ширак. В 1997—2002 годах, в свою очередь, премьером при Шираке был левый Лионель Жоспен.
Выборы 2002 года стали сенсацией: все кандидаты набрали менее 20 % голосов, а во второй тур вместе с Шираком вышел ультраправый националист Жан-Мари Ле Пен, набравший чуть менее 17 % голосов. Все политические силы, включая оппонентов Ширака, объединились в коалицию против Ле Пена, и в итоге во втором туре Ширак одержал решительную победу, набрав более 80 % голосов. Весь второй срок Ширака (2002—2007) правительства формировали правые, популярность которых снижалась после ряда социально-экономических решений.
Выборы 2007 года, протекавшие при большом накале общественной борьбы и высокой явке избирателей, принесли во втором туре победу лидеру правой партии «Союз за народное движение» (преемницы голлистских партий), министру внутренних дел в 2002—2007 годах Николя Саркози.
6 мая 2012 года в результате второго тура президентских выборов 24-м президентом Франции был избран Франсуа Олланд. 7 мая 2017 года в результате второго тура президентских выборов 25-м президентом Франции был избран Эммануэль Макрон. Эммануэль Макрон во втором туре президентских выборов 24 апреля 2022 года, в борьбе с Марин Ле Пен, дочерью Жан-Мари Ле Пена, был избран на второй срок.

## Основополагающие институты

### Конституция

#### Конституционные идеи де Голля
В основу конституции 1958 года были положены взгляды Шарля де Голля на государственную систему Франции: предположение «сильной власти» во главе с «авторитетным арбитром, … которому народ дал мандат и средства поддерживать национальный интерес, независимо от того, что могло бы произойти», при сохранении принципа «разделения и баланса властей», демократии, прав и свобод личности. Государство во Франции должно быть «властной структурой, способной принимать серьёзные решения и осуществлять решительные действия, выражающие исключительно национальные интересы и служащие только им». Автор «Военных мемуаров», изданных после Второй мировой войны, так обрисовывает идеальный, по его мнению, проект республиканского государства для Франции:
«С моей точки зрения, необходимо, чтобы у государства был глава, то есть руководитель, в котором нация могла бы видеть человека, ответственного за основу государства и гаранта её судьбы. Необходимо также, чтобы осуществление исполнительной власти, служащей исключительно интересам всего сообщества, не происходило от парламента, объединяющего представителей разных партий, выражающих интересы узких групп. Эти условия требуют, чтобы глава государства не принадлежал ни к одной партии, назначался народом, сам назначал министров и имел право консультироваться со страной, либо путём референдума, либо путём учреждения ассамблей, и, наконец, чтобы он имел полномочия в случае опасности для Франции обеспечить целостность и независимость страны. Помимо обстоятельств, при которых президент обязан вмешаться, правительство и парламент должны сотрудничать, парламент имеет право контролировать правительство и смещать его, но при этом высшее должностное лицо страны является третейским судьёй и имеет возможность прибегнуть к суду народа».
В выступлении в городе Байё, в 1946 году, де Голль изложил хартию голлизма касательно государственных институтов: «Демократические принципы и опыт требуют, чтобы все ветви власти — и исполнительная, и законодательная, и судебная— были чётко разграничены и полностью уравновешены и чтобы над возможной политической несогласованностью верховенствовал национальный арбитр, способный обеспечить дух преемственности в условиях существования разношерстных по партийному составу правительств…» (так называемая «Конституция Байе»)
Четвёртая республика, несмотря на призыв де Голля «обеспечить власть, авторитет и достоинство правительства», была образцом «парламентского всевластия», когда правительство было полностью подчинено парламенту. В результате Франция находилась во власти перманентного «министерского кризиса», сделавшего страну неспособной решительно и последовательно осуществлять «деколонизацию» Французской империи и форсированную модернизацию страны. Поэтому, как считал генерал, «несмотря на то, что Республика спасена, она всё ещё должна быть восстановлена».

#### Подготовка и принятие
Согласно закону о пересмотре конституции, в помощь правительству был создан Конституционный консультативный комитет, призванный восполнить парламентский контроль за разработкой конституции, но основная работа по составлению нового основного закона Франции была поручена команде молодых членов Государственного совета под руководством министра юстиции Мишеля Дебре.
Голлист «первого часа», непримиримый противник государственной системы Четвёртой республики, Дебре, горячо одобрявший идеи, высказанные де Голлем в речи в Байё, и одновременно сторонник британских парламентских традиций, настоял на введении поста премьер-министра, возглавляющего правительство, как автономного, в том числе и по отношению к президенту Республики, государственного органа. Таким образом, была сохранена политическая ответственность правительства перед парламентом.
Впоследствии это позволило обеспечить «сосуществование» на самом высоком этаже государственной власти, когда парламентское большинство и президент Республики не принадлежали к одному и тому же политическому движению. Во избежание повторения сценария рождения Четвёртой республики, когда написание конституции было отдано на откуп Учредительного собрания, в результате чего представленные в нём партии превратили процесс её разработки в политическое игрище, конституция Пятой республики составлялась в тайне.
Окончательная версия конституционной реформы была опубликована 4 сентября того же года. Как и предписывал Конституционный закон от 3 июня 1958 года, референдум по проекту новой конституции состоялся 18 сентября, как в метрополии, так и в «заморских территориях». В день референдума на избирательные участки пришли более 22 млн французских граждан из 26 млн, обладающих избирательными правами. «Да» ответили свыше 17 млн французов и француженок, то есть 79,3 % голосовавших избирателей; Пятая республика была установлена подавляющим большинством французского народа.

#### Конституционная практика
Конституция 1958 года учредила пост президента как арбитра, воплощающего государство. Верховная ответственность, а значит и верховная власть, сконцентрировалась в руках президента Республики. Референдум 1962 года, одобривший предложение главы государства впредь избирать президента страны непосредственно народом, окончательно утвердил президента Республики в статусе лидера нации, ибо он, в противовес депутатам, избираемым по округам, и назначаемым министрам, является отныне единственным избранником всей нации.
Конституция создала режим смешанной или полупрезидентской республики. Своеобразие его состоит в том, что она соединяет элементы парламентского и президентского режимов: от первого она берет парламентскую ответственность правительства, активное участие последнего на всех стадиях законодательной и бюджетной процедуры, от второго — президента, избираемого прямым и всеобщим голосованием, обладающего соответствующей властью. Таким образом, глава государства курирует вопросы внешней политики, обороны и вооружённых сил, а правительство — экономическую, социальную, финансовую и т. д. политику.
Власть президента велика, если его поддерживает Национальное собрание. В том случае, когда он опирается на парламентское большинство, контролирует Национальное собрание, то премьер-министру уготована судьба директора кабинета президента Республики. Реальным главой правительства становится президент, определяющий линию государства, а премьеру остаётся подчиниться его воле. Президент может «попросить» главу кабинета подать в отставку. Так покинул в 1962 году свой пост создатель институтов Пятой республики Мишель Дебре, разошедшийся с де Голлем по вопросу урегулирования алжирского конфликта.
Однако баланс сил кардинально меняется, когда парламентские выборы выигрывает оппозиция. Так было в 1986—1988, 1993—1995, 1997—2002 годах, когда президент и парламентское большинство принадлежали к различным политическим силам. В этом случае власть президента заметно сокращается, хотя его прерогативы в «зарезервированной» сфере, куда входят дипломатия, оборона и армия, по большей части сохраняются. Он вынужден назначить премьер-министром человека, устраивающего парламентское большинство, в противном случае правительству будет вынесен вотум недоверия. Правительство действительно «определяет и проводит политику», опираясь на поддержку Национального собрания. Эта исключительная ситуация именуется французами «сожительство».

### Президент
Защищая перед Государственным советом проект новой конституции, Мишель Дебре сравнивал новую роль президента Республики с «замком свода» государственного здания, предназначенного цементировать его опоры.
Из номинальной фигуры, «конституционного калеки» (Р. Пуанкаре), президент Республики стал истинным главой государства, хранителем конституции, гарантом Республики, верховным арбитром, который «обеспечивает нормальное функционирование публичных властей». Чтобы президент Республики смог в полной мере осуществлять свои функции третейского судьи, стоящего над триадой государственных властей, ему необходимы широкие полномочия, и конституция его наделяет таковыми. Продолжая председательствовать в Совете министров, президент Республики может по своему усмотрению назначать и смещать премьер-министра и, по предложению последнего, других членов правительства. Здесь же, после обсуждения в единственной коллегии министров, выносящей решения именем правительства, он подписывает декреты.
Хотя президент по-прежнему не имеет права законодательной инициативы, принадлежащего премьер-министру и членам парламента, он утверждает законы, принятые парламентом, оставляя за собой право отлагательного вето. Он может передать любой законопроект до окончательного его утверждения в Конституционный совет, чтобы тот проверил его на соответствие конституции.
Кроме того, президент Республики может, по предложению правительства или парламента, вынести на референдум любой законопроект, касающийся «организации публичных властей, реформ в экономической и социальной политике нации и публичных служб, которые к этой политике имеют отношение, или законопроект, разрешающий ратификацию какого-либо международного договора, который, не противореча конституции, отразился бы на функционировании государственных институтов». То есть глава государства становится отныне связующим звеном между французской нацией и её властью, ибо только он имеет право напрямую обращаться к народу, источнику суверенитета при демократическом режиме, чтобы тот сам выразил свою волю. Кроме того, президент Республики может распустить Национальное собрание, заслушав мнение его председателя.
Все эти властные полномочия французского президента венчает прерогатива, предоставленная ему статьёй 16 конституции. Когда Франция оказывается ввергнутой в тяжелейший национальный кризис, существует опасность военного вторжения, или республиканские институты находятся под угрозой, а «нормальное функционирование конституционных государственных властей прекращено», президент Республики после консультации с премьер-министром, председателями палат парламента, а также с Конституционным советом, облекает себя полнотой власти, чтобы «обеспечить в кратчайшие сроки конституционным государственным властям средства для выполнения их задач».
Речь не идёт о «президентской диктатуре», ибо конституция обязывает президента созвать парламент и запрещает распускать Национальное собрание, пока чрезвычайное положение не будет отменено. Это полномочие президента не может быть употреблено против Республики, ибо в противном случае ответной реакцией парламента, преобразуемого в Верховный суд, станет его отрешение от должности. Напротив, его цель — защитить Францию, когда испробованные пути выхода из национального кризиса окончатся провалом. Так, соратник де Голля ещё с лондонской поры, юрист Рене Капитан (René Capitant) называл статью 16 «конституционализацией призыва 18 июня [1940 года]». Сам де Голль в «Мемуарах надежды» так высказывается по этому поводу: «Каково оправдание статьи 16, — спрашивали вручающей главе государства власть во имя спасения Франции в случае, если ей грозит катастрофа?» И напомнил, именно из-за отсутствия такой статьи в июне 1940 года президент Лебрен, вместо того, чтобы переехать с государственным аппаратом в Алжир, призвал маршала Петена и открыл, тем самым, путь к капитуляции, и что президент Коти, наоборот, действовал в духе статьи 16 (ещё до её принятия), когда во избежание гражданской войны потребовал от парламента прекращения всякой оппозиции против возвращения генерала де Голля к власти.

### Президенты Пятой республики
- Шарль де Голль (1959—1969)
- Жорж Помпиду (1969—1974)
- Валери Жискар д'Эстен (1974—1981)
- Франсуа Миттеран (1981—1995)
- Жак Ширак (1995—2007)
- Николя Саркози (2007—2012)
- Франсуа Олланд (2012—2017)
- Эмманюэль Макрон (с 2017 года)

### Правительство и парламент
Помимо президента Республики, коренной перестройке подверглись основополагающие институты Республики — правительство и парламент. Творцы конституции 1958 года резко ограничили права парламента, что, как считалось вело к частой смене правительств, что несовместимо с эффективностью, стабильностью и преемственностью власти, — выработав «рационализированный парламентаризм».
В первую очередь, правительству возвращалась полнота исполнительной власти, а вместе с ней и центральная роль в отношениях между исполнительным и законодательным органом. Правительство отныне «определяет и проводит политику нации». Оно перестает быть ещё одним комитетом, производимым на свет палатой депутатов, целиком зависящим от малейшего дуновения ветерка в политической жизни, ибо назначается, начиная с премьер-министра, каждый член правительства, назначенный президентом Республики, не может совмещать министерский портфель с парламентским мандатом. А потому изменяется и предназначение парламента. Теперь «политическое выражение всеобщего голосования» (Ж. Ширак) будет не навязывать правительству свою волю, но, контролируя действия министерства, поддерживать его, законодательствовать и обсуждать вектора развития нации.
Главная функция полномочий парламента, функция, которую делегирует нация избранным ею народному представительству — это составление законов, обязательных для всех и каждого правил, регулирующих важнейшие сферы жизни страны. Исполнительная власть проводит законы в жизнь, издавая регламентарные акты, чтобы в точности обеспечить их исполнение. Поэтому конституция выделяет «домен» закона, в пределах которого парламент может принимать акты и за границы которого он не может преступать. Все вопросы, не входящие в область законодательства, регулируются регламентарной властью, разделённой, согласно конституции, между президентом Республики и правительством.
С новыми ролями, предписанными конституцией парламенту и правительству, качественно преображается законодательный процесс. Красная нить, проходящая через все положения Конституции 1958 года, касающиеся законодательной процедуры, — те, кто несут высшую ответственность за применение закона, не только имеют право, но и обязаны принимать активное участие во всех этапах его составления. Отныне правительство будет выступать в принятии закона на первых ролях, обладая обширными средствами для того, чтобы навязать парламенту свою точку зрения. Законопроекты и законодательные предложения, одобренные правительством, рассматриваются по его требованию палатой в приоритетном порядке и в том, котором оно установит. Оно может снять с обсуждения любой законопроект, пока он не принят парламентом. Правительство также имеет право требовать в любую минуту от палаты единого голосования по всему или части обсуждаемого в ней текста, сохранив лишь те поправки, с которыми оно согласно.
Права парламентариев сужаются: конституция запрещает принимать законопредложения и поправки, предложенные депутатами и сенаторами, «если следствием их принятия было бы либо сокращение государственных средств, либо создание или увеличение расходов государства». Сужаются, чтобы стать препятствием на пути к демагогии, столь часто захватывающей парламентские ассамблеи, и заставить народных избранников подлинно служить Франции. Хотя конституция требует обоюдного согласия Национального собрания и Сената по тексту будущего закона, правительство может ускорить ход законодательного механизма, чтобы урегулировать миром разногласия между палатами, созвав паритетную смешанную комиссию, коей поручается выработать компромиссный вариант, приемлемый как для депутатов, так и сенаторов. Однако только правительство решает, следует ли выносить результаты работы комиссии на суд палат парламента, причем ни одна поправка к ним не может быть принята без его согласия. Если и это заводит в тупик, правительство вправе, после ещё одного чтения в каждой палате, обратиться к Национальному собранию, чтобы оно приняло окончательное решение. Исключение составляют лишь органические законы, касающиеся Сената, которые не могут быть приняты без согласия верхней палаты.
Проект или предложение закона принимается Национальным собранием без обсуждения и голосования, если правительство разрешит с ним вопрос о доверии к проводимой им политике, а резолюция порицания не будет внесена в течение последующих 24 часов или принята Национальным собранием.
Конституция вооружает правительство арсеналом средств для вмешательства в законодательный процесс, подразумевая, что оно прибегает к ним тогда, когда законодатели пребывают в состоянии коллапса, либо в случае разлада между палатами, либо когда народным представителям нужно напомнить об ответственности, которую они несут перед страной.
Кульминацией очищения французского парламентаризма от примесей режима собрания стал новый порядок смещения правительства. Кабинет министров продолжает нести коллективную и солидарную ответственность перед Национальным собранием, что обеспечивает соответствие состава исполнительного органа балансу сил в нижней палате — иначе оно его же и свергнет, выразив вотум недоверия, однако конституция ограждает правительство на пути вынесения ему резолюции порицания, влекущей за собой его отставку:
- 1) резолюция порицания может быть выдвинута как минимум 1/10 частью депутатов, и голосуется нижней палатой только через 48 часов по её внесении;
- 2) при голосовании о выражении вотума недоверия подсчитываются лишь голоса, поданные за резолюцию порицания: кто голосовал против или воздержался, не выясняется; вотум недоверия может быть вынесен большинством депутатов, составляющих Национальное собрание;
- 3) депутат не может подписывать более трёх резолюций порицания в течение одной и той же очередной сессии и более одной резолюции в течение одной и той же внеочередной сессии;
- 4) наконец, премьер-министр, после обсуждения в Совете министров, может поставить перед Национальным собранием вопрос о доверии к правительству в связи с голосованием по его программе, декларации об общей политике или парламентскому акту; и в этом случае, чтобы отказать правительству в доверии, оппозиции необходимо добиться принятия Национальным собранием резолюции порицания.

Если правительству выражен вотум недоверия, то премьер-министр обязывается статьёй конституции вручить президенту Республики заявление об отставке возглавляемого им кабинета.
Сплочённое правительство руководит Францией, парламент поддерживает его, не забывая о контроле над его политикой, и сохраняет ранг высшей трибуны, с которой Франция говорит о своих надеждах, устремлениях и чаяниях.

### Конституционный совет
Одним из самых удачных нововведений Пятой республики было создание Конституционного совета, призванного блокировать законы, принятые парламентом, если те не соответствуют конституции.
Изначально Конституционный Совет учреждался как государственный орган, который должен сдерживать поползновения парламента выйти за рамки определённых ему полномочий и вторгнуться в компетенцию исполнительной власти, то впоследствии он утвердил себя как высшую инстанцию, независимую в своих суждениях, и, что особенно важно в глазах французов, стражем прав и свобод личности. Так, Совет в 1971 году подтвердил юридическое равенство Декларации прав человека и гражданина 1789 года и преамбулы конституции 1946 года с конституцией, которая к ним отсылает, со всеми вытекающими отсюда последствиями.
Конституционный совет состоит из 9 членов, назначаемых по третям президентом Республики, председателем Национального собрания, председателем Сената. Председатель назначается декретом президента Республики.
Все бывшие президенты Франции становятся пожизненными членами Конституционного совета.
Девятилетний мандат членов Конституционного совета, обновляемых каждые три года на одну треть, невозможность повторного назначения на этот пост, несовместимость пребывания в Совете с функциями министра или члена Парламента или отзыва со стороны назначавших должностных лиц, обеспечивают независимость Конституционного совета и беспристрастность его решений.
Конституционный совет осуществляет только предварительный конституционный контроль за принятыми парламентом законами, то есть до их промульгации президентом Республики.
Правом обращения в Конституционный совет наделены президент Республики, премьер-министр, председатели палат парламента и, с 1974 года, 60 депутатов или 60 сенаторов. Кроме того, органические законы и регламенты палат парламента проверяются Советом на соответствие конституции в обязательном порядке.
Конституционный совет выполняет также обязанности центральной избирательной комиссии: следит за правильностью избрания президента Республики и объявляет результаты выборов, выносит вердикт о правильности избрания парламентария, если оно оспаривается, наконец, следит за правильностью проведения референдума, предусмотренного статьями 11 и 89 конституции, и объявляет его результаты. Если Конституционный совет признает в своём решении неконституционность тех или иных положений закона, то они не могут быть ни промульгированы президентом Республики, ни применены. Решения Конституционного совета не подлежат обжалованию и обязательны для всех публичных властей, административных и судебных органов.